# An Oriant
An Oriant (en francès Lorient) és un municipi francès situat al departament d'Ar Mor-Bihan i a la regió de Bretanya. L'any 2006 tenia 59.264 habitants.A l'inici del curs 2007 el 3,5% dels alumnes del municipi eren matriculats a la primària bilingüe. El consell municipal ha aprovat la carta Ya d'ar brezhoneg.

## Demografia
| Evolució de la població Cassini |      |        |        |        |        |        |        |        |
| 1793                            | 1800 | 1806   | 1821   | 1831   | 1836   | 1841   | 1846   | 1851   |
| 22 318                          | -    | 20 553 | 17 115 | 18 322 | 18 975 | 23 621 | 26 434 | 25 694 |

| 1856   | 1861   | 1866   | 1872   | 1876   | 1881   | 1886   | 1891   | 1896   |
| ------ | ------ | ------ | ------ | ------ | ------ | ------ | ------ | ------ |
| 28 142 | 35 462 | 37 655 | 34 660 | 35 165 | 37 812 | 40 055 | 42 116 | 41 894 |

| 1901   | 1906   | 1911   | 1921   | 1926   | 1931   | 1936   | 1946   | 1954   |
| ------ | ------ | ------ | ------ | ------ | ------ | ------ | ------ | ------ |
| 44 640 | 46 403 | 49 039 | 46 314 | 41 592 | 42 853 | 45 817 | 11 838 | 47 095 |

| 1962   | 1968   | 1975   | 1982   | 1990   | 1999   | 2006 | 2011 | 2016 |
| ------ | ------ | ------ | ------ | ------ | ------ | ---- | ---- | ---- |
| 60 566 | 66 444 | 69 769 | 62 554 | 59 271 | 59 189 | -    | -    | -    |

| 2019 | - | - | - | - | - | - | - | - |
| ---- | - | - | - | - | - | - | - | - |
| -    | - | - | - | - | - | - | - | - |

## Administració
| Període   | Identitat          | Partit |
| --------- | ------------------ | ------ |
| 1965-1973 | Yves Allainmat     | PS     |
| 1973-1981 | Jean Lagarde       | PS     |
| 1981-1998 | Jean-Yves Le Drian | PS     |
| 1998-     | Norbert Métairie   | PS     |

## Persones il·lustres
- Aougust Brizeug escriptor en bretó
- Marcel Guieysse, nacionalista bretó
- Christian Guyonvarc'h, dirigent de la Unió Democràtica Bretona
- Jean-Yves Le Drian polític socialista, alcalde de Lorient i president del Consell Regional de Bretanya
- Pierre Fatou, matemàtic